# Irak en los Juegos Paralímpicos de Barcelona 1992
Irak estuvo representado en los Juegos Paralímpicos de Barcelona 1992 por un total de 18 deportistas masculinos.

## Medallistas
El equipo paralímpico iraquí obtuvo las siguientes medallas:
| Nombre      | Deporte   | Evento               |
| ----------- | --------- | -------------------- |
| Oro         |           |                      |
| —           |           |                      |
| Plata       |           |                      |
| —           |           |                      |
| Bronce      |           |                      |
| Ahmed Jalaf | Atletismo | Disco THS3 masculino |